# Великороссы

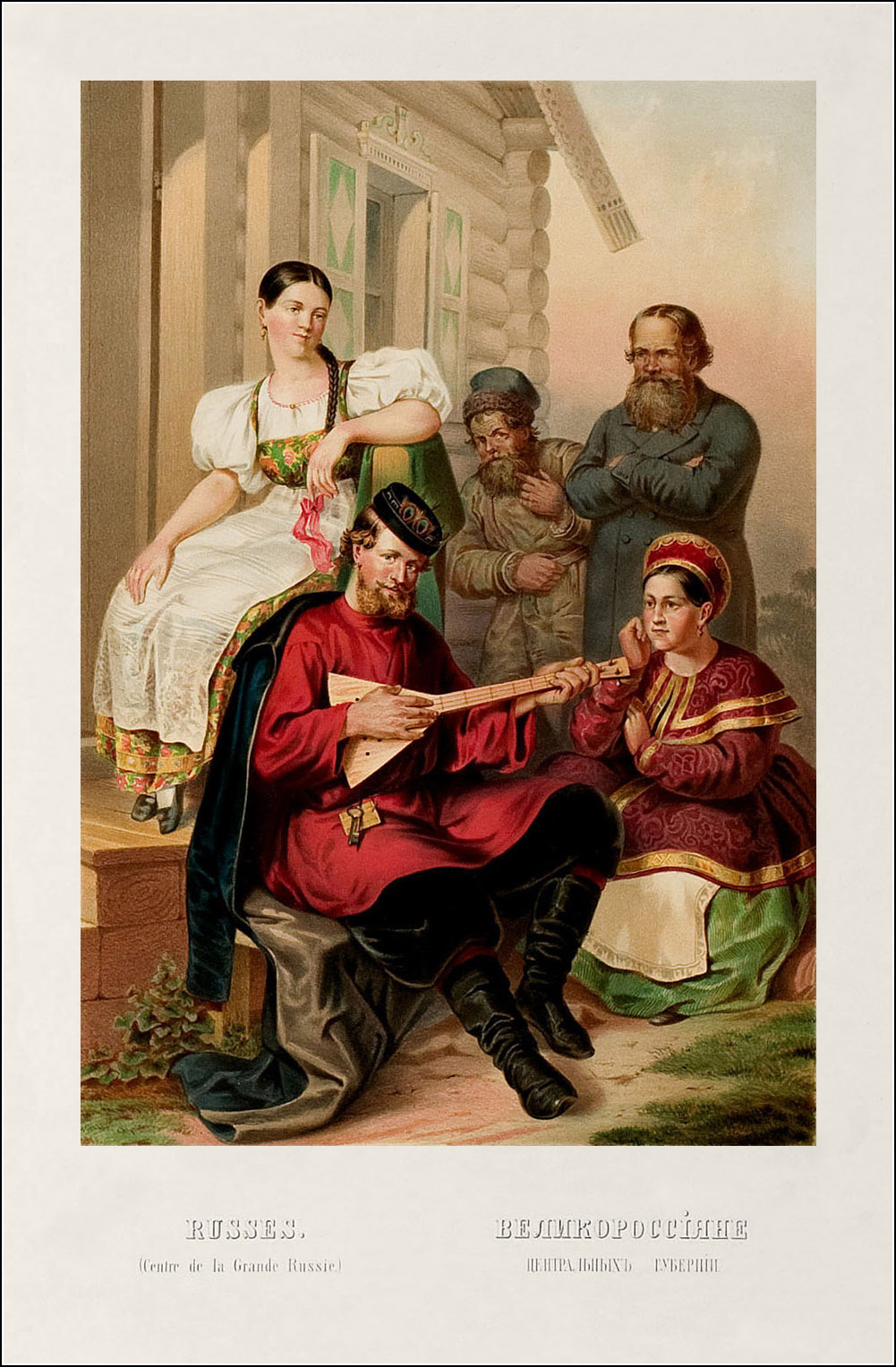
Густав-Теодор Паули, «Этнографическое описание народов России», Великороссияне центральных губерний, 1862 г.

Великоро́ссы (великоро́сы, великору́сы, великору́ссы, великороссия́не) — этноним, использовавшийся в отношении русских в качестве их самоопределения либо внешнего представления и переживший ряд трансформаций на протяжении XVIII — начала XX века.
К середине XIX века власти Российской империи стали понимать необходимость формирования собственной национальной идеи, и в эту эпоху начинаются активные споры по поводу места великороссов в системе государства и по поводу самого понимания «русскости». Как отмечал Бенедикт Андерсон в своей работе «Воображаемые сообщества. Размышления об истоках и распространении национализма», к середине XIX века Романовы открыли для себя, что они великороссы, что повлекло за собой формирование современного русского этноса.
В XX веке, с распадом Российской империи и образованием СССР, советской властью в рамках новой национальной политики коренизации проводилась политика мобилизации этничности меньшинств для нейтрализации политического ресурса великороссов. В связи с этим этноним «великоросс» утратил правомерность и в широком употреблении остался только лишь этноним русские.
Согласно официальной государствообразующей концепции Российской империи, великороссы представляли собой одну из трёх ветвей общерусского народа (наряду с малороссами и белорусами).

## Происхождение и развитие понятия

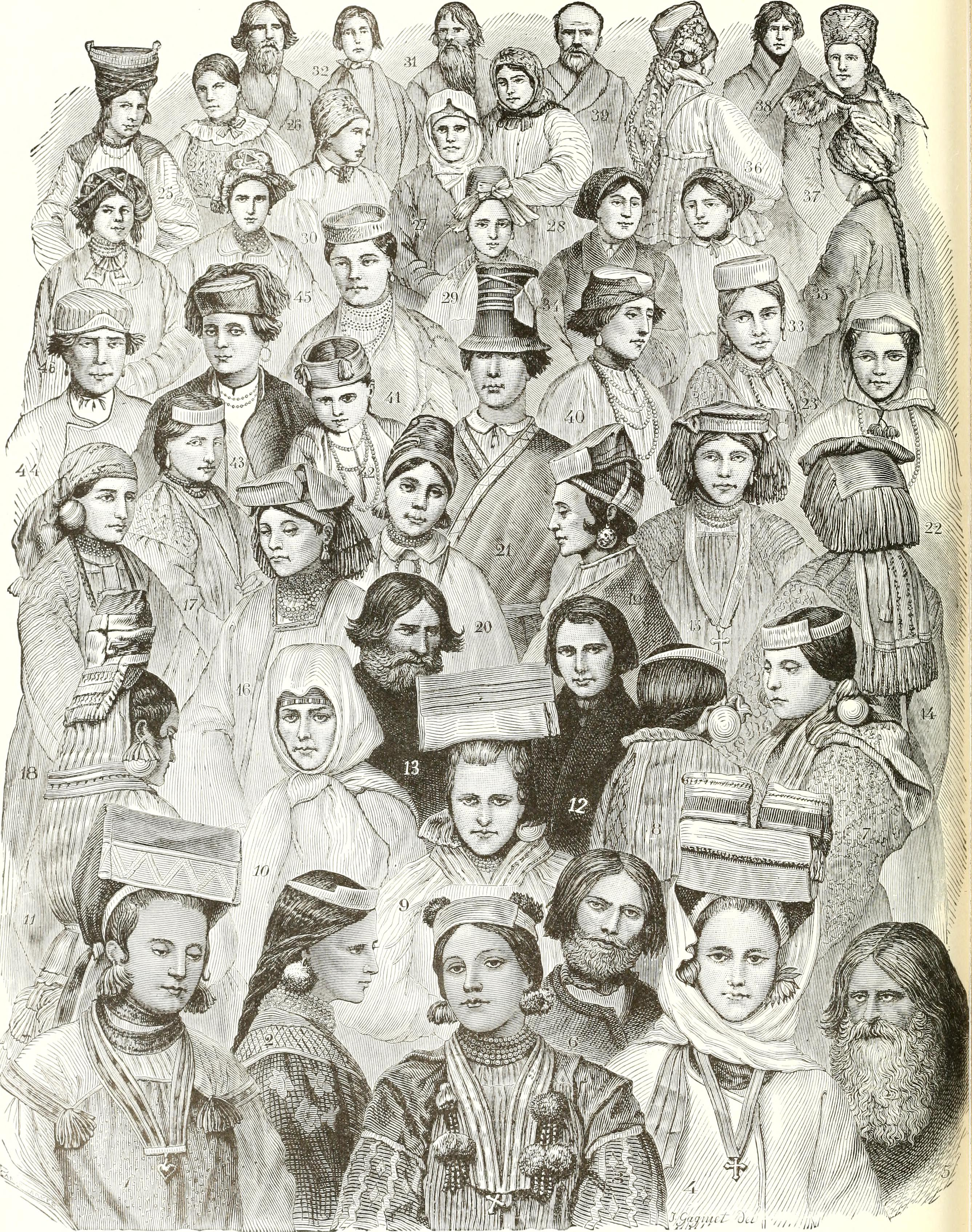
Типы великороссов. Универсальная история Ридпата, 1897. Двое мужчин в центре — московские горожане

Появление термина Великая Русь относится ко временам после монгольского нашествия. Византийские церковные и государственные деятели стали применять к этим частям Руси географические термины классической древности: страна Малая и страна Великая. Начиная с позднего XV века православные книжники как в Юго-Западной, так и в Северо-Восточной Руси всё чаще употребляли слово Русь в греческой форме «Рос(с)ия».
На протяжении XVII—XVIII веков термины русские и великороссы применялись бессистемно. Например, Татищев отождествлял великороссов с новгородцами и псковичами. Этноним «великороссы» в значении жителей Московского государства встречается в одном из сочинений Ивана Вишенского. Толковый словарь русского языка Д. Н. Ушакова отмечает, что название возникло в Московском государстве на почве великодержавной идеологии. К концу XVIII века термин Великороссия теряет свои позиции в русском языке. В это время центральные области империи чаще называют просто Россией.
Первым пользуется термином «великороссы» Памва Берында в своём «Лексиконе славеноросского языка». В послесловии к «Триоди постной» он писал, что она издана «для Великороссов, Болгаров, Сербов и прочих подобных нам (то есть малороссам — А. С.) в православии».
На протяжении XIX века содержание понятия «великоруссов» значительно менялось. Так, вначале к ним не относили жителей Русского Севера. Николай Надеждин предложил перечень губерний, относящихся к территориям заселенным великороссами. Он называл Великую Русь «сердцем» Российской империи, но не включал в неё Архангельскую, Олонецкую и Вологодскую губернии. Согласно взглядам Надеждина, Великороссия — это территория великого княжества Московского в 1462 году, при смерти Василия Васильевича Тёмного, когда оно простиралось от Ельца до Устюга и от Калуги до Вятки. Не относил к Великороссии названные губернии и Константин Арсеньев.
Только во второй половине XIX века взгляды на культурное значение Русского Севера стали меняться. В масштабном научно-популярном издании «Живописная Россия», опубликованном Маврикием Осиповичем Вульфом, наряду с центральными регионами Великороссии также были даны этнографические описания северных. На роль типичного «великоросса» и наиболее яркого выразителя «русскости» во второй половине XIX века исследователи нередко предлагали региональные группы населения Русского Севера.
В 1917—1918 годах в Москве выходила газета «Великоросс».

## Часть государствообразующего народа Российской империи
Основоположник российской этнографии Надеждин много занимался этнографическими исследованиями восточнославянских народов. Он зафиксировал главные отличительные свойства великорусского этноса. Определяя характерные черты великороссов среди восточных славян, он настаивал на том, что главным способом их выявления должно служить сравнение с малороссами и белорусами по ряду параметров. Сопоставление «географического значения» термина великороссы и его этнографического содержания привело Надеждина к заключению, что они не соответствуют друг другу, так как Великая Россия населена представителями многочисленных народов и племен, а великорусы, в свою очередь, населяют и земли за её пределами. Он полагал также, что именно этнографический смысл понятия (то есть само слово великороссы) гораздо более употребителен, нежели географический/
Великороссы официально в рамках Российской империи считались одной из трёх частей государствообразующего общерусского народа. Как правило, в среде дореволюционных историков для обозначения таких составных частей общерусского народа применялся термин «ветка», «ветвь», иногда — «племя». Согласно результатам Всероссийской переписи населения 1897 года великороссы составили 44,3 % населения Российской империи или 55,5 млн человек.

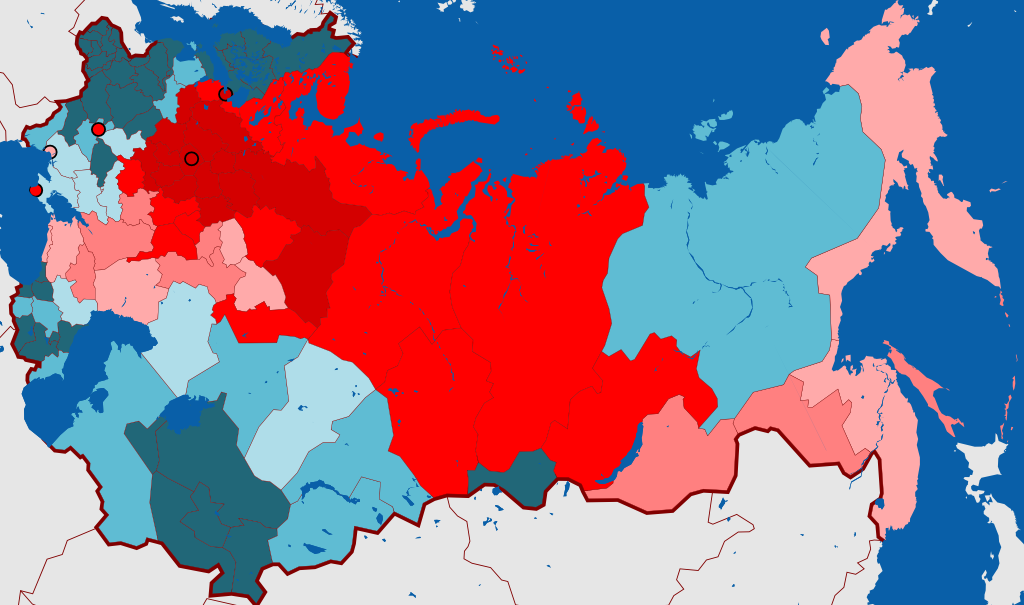
Великороссы в Российской империи в 1897 году, основываясь на данных по родному языку (великорусскому наречию).
>90%
70—89%
50—69%
30—49%
15—29%
5—14%
<5%

Основное расселение великороссов по губерниям Российской империи представляло такую картину:

Владимирская губерния — 1,51 млн. (99 %)

Костромская губерния — 1,381 млн. (99 %)

Орловская губерния — 2,014 млн. (99 %)

Рязанская губерния — 1,791 млн. (99 %)

Тульская губерния — 1,413 млн. (99 %)

Ярославская губерния — 1,065 млн. (99 %)

Московская губерния — 2,371 млн. (98 %)

Новгородская губерния — 1,324 млн. (97 %)

Псковская губерния — 1,063 млн. (95 %)

Тамбовская губерния — 2,563 млн. (95 %)

Нижегородская губерния — 1,476 млн. (93 %)

Тверская губерния — 1,643 млн. (93 %)

Смоленская губерния — 1,398 млн. (92 %)

Вологодская губерния — 1,224 млн. (91 %)

Пермская губерния — 2,705 млн. (90 %)

Архангельская губерния — 294,865 тыс. (85 %)

Пензенская губерния — 1,220 млн. (83 %)

Енисейская губерния — 473,22 тыс. (83 %)

Санкт-Петербургская губерния — 1,73 млн. (82 %)

Олонецкая губерния — 284,902 тыс. (78 %)

Вятская губерния — 2,347 млн. (77 %)

Курская губерния — 1,832 млн. (77 %)

Саратовская губерния — 1,846 млн. (77 %)

Оренбургская губерния — 1,126 млн. (70 %)

Иркутская губерния — 375,997 тыс. (73 %)

Симбирская губерния — 1,038 млн. (68 %)

Амурская область — 82,372 тыс. (68 %)

Область Войска Донского — 1,713 млн. (67 %)

Самарская губерния — 1,776 млн. (65 %)

Забайкальская область — 437,54 тыс. (65 %)

Воронежская губерния — 1,603 млн. (63 %)

Ставропольская губерния — 482,495 тыс. (55 %)

Кубанская область — 816,734 тыс. (43 %)

Черноморская губерния — 24,635 тыс. (43 %)

Астраханская губерния — 409,306 тыс. (41 %)

Казанская губерния — 832,475 тыс. (38 %)

Уфимская губерния — 834,135 тыс. (38 %)

Терская область — 271,185 тыс. (29 %)

Таврическая губерния — 404,463 тыс. (28 %)
Одно из наиболее авторитетных энциклопедических изданий Российской империи, Энциклопедический словарь Брокгауза и Ефрона (том 18А, 1896 год), описывал великороссов следующим образом:

Термин «великорусы» может представлять географическое, антропологическое, этнографическое и историческое значение, смотря по тому, какие признаки имеются в виду или чему придаётся большее значение. В географическом отношении имя «Великой России» должно признаваться равнозначительным с древней «Московией» иностранцев, например, — как это предлагал Надеждин, — в пределах великого княжества Московского в 1462 г., при смерти Василия Васильевича Темного, когда оно простиралось уже от Ельца до Устюга и от Калуги до Вятки, причём необходимо пополнить эту территорию тогдашним великим княжеством Тверским, областью Пскова, пятинами Новгородскими, восточною частью древнего Смоленского княжества, Северскими уделами по Оке, между Десною и Доном, и великим княжеством Рязанским.

В Российской империи было принято выделять антропологические, физические и бытовые отличия великоросов от других русских народностей.
Во время «великих реформ» была сформулирована идея государственного народа, согласно которой именно великороссы стали рассматриваться официальными идеологами в качестве государствообразующего народа.
В этой связи большее внимание стало уделяться анализу России как геополитического пространства и попыткам понимания того, кто есть великороссы, какие регионы страны являются историческим ядром Российского государства. Само понятие «великороссы» уточнялось и дополнялось на протяжении XVIII и XIX столетий, равно как не оставалось неизменным понимание того, какие губернии могут считаться историческим ядром государства, какое культурное пространство, должно именоваться Великой Россией.
Трудно переоценить важность изучения этнографической истории народов России. Видное место в ней занимает труд действительного члена Русского географического общества Густава-Теодора Паули (1817—1867), немца по происхождению, известного в России под именем Фёдор Христианович. В фундаментальном сводном труде по этнографии всех народов России, включая великороссов, созданном на уникальных коллекциях Географического общества и изданным в 1862 году под заглавием «Description ethnographique des Peuples de la Russie» («Этнографическое описание народов России»).

### Современная
- Лескинен М. В. Великоросс / великорус. Из истории конструирования этничности. Век XIX. — М.: Индрик, 2016. — 680 с. — ISBN 978-5-91674-396-8.
- Лескинен М. В. Великороссы/великорусы в российской научной публицистике (1840—1890) // Славяноведение. — 2010. — № 6. — С. 3—17.
- Лескинен М. В. «Физиономии» и типы России: изображения великоруса в народоописаниях Российской империи второй половины XIX века // Международный журнал исследований культуры. — 2013. — № 4 (13). — С. 36—45.
- Шабаев Ю. П., Жеребцов И. Л., Журавлёв П. С. «Русский Север»: культурные границы и культурные смыслы // Мир России: социология, этнология, культурология. — 2012. — № 4. — С. 134—154.

### XIX век
- Паули Густав-Теодор. Этнографическое описание народов России / Description ethnographique des peuples de la Russie. — СПб.: Тип. Ф. Беллизард, 1862. — 310 с. Руниверс
- Анучин Д. Н. Великоруссы // Энциклопедический словарь Брокгауза и Ефрона : в 86 т. (82 т. и 4 доп.). — СПб., 1890—1907.
- Золотарёв Д. А. Антропологическое исследование великоруссов Осташковского и Ржевского уездов. — 1912.